# Збірна Еритреї з футболу
Збірна Еритреї з футболу — національна футбольна команда Еритреї, що керується Національною футбольною федерацією Еритреї.

## Історія
У грудні 2009 року, після програшу у чвертьфіналі Кубка Східної та Центральної Африки у Найробі (Кенія), збірна у повному складі зникла у невідомому напрямку. В Еритрею повернувся лише головний тренер та охоронець збірної. Через деякий час футболісти звернулися до організації у справах біженців Кенії із проханням про надання політичного притулку.

## Виступи на ЧС
- 1930—1998 — не брала участі
- 2002—2006 — не кваліфікувалась
- 2010 — не брала участі
- 2014 — не кваліфікувалась
- 2018 — не кваліфікувалась
- 2022 — не кваліфікувалась

## Виступи на Кубку африканських націй
- 1957—1998 — не брала участі
- 2000—2008 — не кваліфікувалась
- 2010 — знялась зі змагань
- 2012—2013 — не брала участі
- 2015 — знялась зі змагань
- 2023 — не пройшла кваліфікацію